# Alamut
Pour le roman de Vladimir Bartol, voir Alamut (roman).

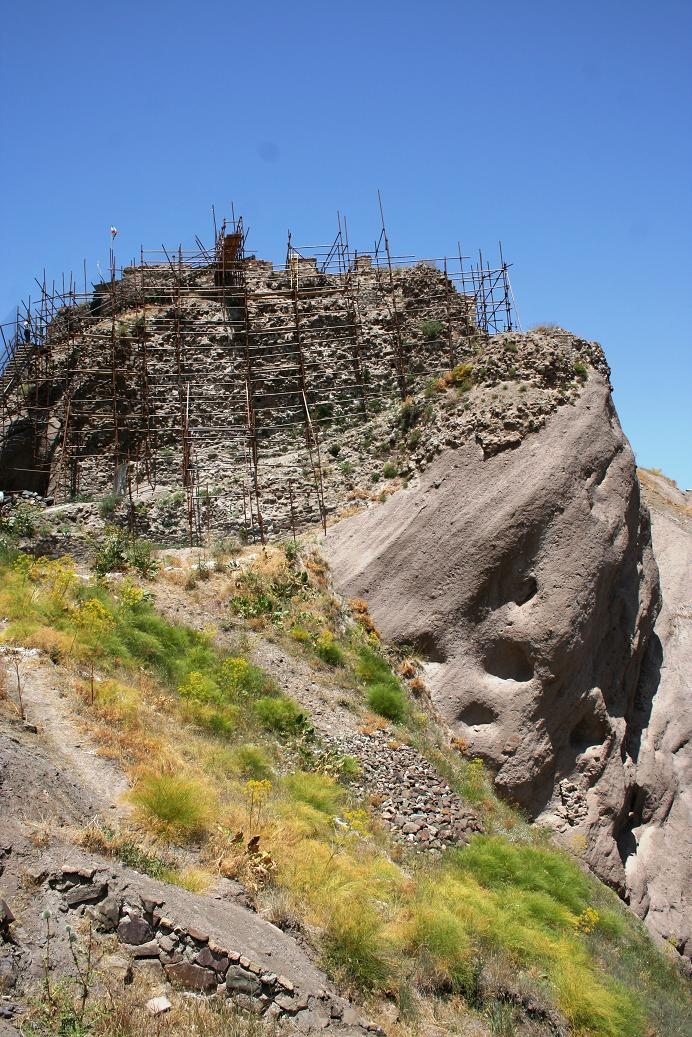
Échafaudages mis en place par lIran's Cultural Heritage Organization.

Alamut est le nom d'une forteresse, anciennement réputée inexpugnable, située dans la vallée du massif de l'Alborz, au sud de la mer Caspienne, près de la ville de Qazvin, à 100 kilomètres de l'actuelle Téhéran, dans le nord-ouest de l'Iran actuel. La forteresse d'Alamut se dressait autrefois sur un sommet d'une altitude de 2 100 mètres, au-dessus de l'actuel village de Gâzor Khân.
Cette forteresse a été construite vers 840. Le site archéologique est complètement à l’état de ruines, surtout depuis le tremblement de terre de 2004. Il y a 23 autres forteresses de la même période, en ruines, dans la région.
Le mot Alamut, en persan alamōt, الموت, signifierait « Nid de l'aigle » ou « Leçon de l'aigle » dans le dialecte local. En persan, on emploie l'expression « forteresse d’Alamut » pour nommer le site archéologique.

## Légende de la forteresse d'Alamut

### Origines
De 1090 à 1256, le territoire d'Alamut fut le domaine de l'État nizârite ismaélien (en), qui comprenait une série de bastions stratégiques dispersés à travers la Perse (dont le château fort d'Alamut qui servit de quartier général à l'État nizârite ismaélien) et la Syrie, chaque forteresse étant entourée de pans de territoire hostile.

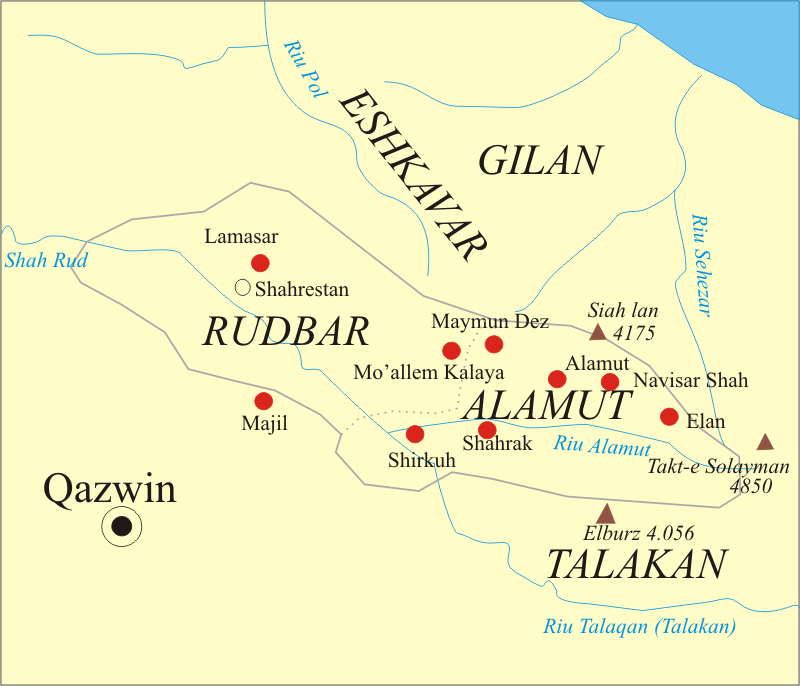
Localisation de plusieurs châteaux nizârites ismaéliens dans les régions d'Alamut et de Rudbar.

C'est aux chapitres XXXIX à XLII de sa Description du monde que Marco Polo (1254 - 1324) rapporta et popularisa la légende des « Assassins d'Alamut » — qui atteignit avec lui sa version la plus aboutie (et on peut donc dire que la légende est antérieure à Polo). Son récit haut en couleur est à mettre au nombre de ceux qui renforcèrent considérablement les fantasmes des Européens sur l'islam.
C'est en 1273 que Polo traverse la Perse, et qu'il a donc pu voir les ruines de la place forte d'Alamaut, détruite sur ordre de Qubilai au début décembre 1256, et par la suite abandonnée. Dans son récit, il introduit ainsi cet épisode : « Nous vous parlerons d'une contrée appelée Moulette (altération d'Alamut) où le Vieux de la Montagne résidait avec ses assassins comme vous allez le voir. » On peut relever avec P.-Y. Badel que moulette est lui-même une déformation de l'arabe : مُلْحِد (mulḥid), mot signifiant hérétique.
Bien plus tard, en 1938, la légende des Assassins fut mise romancée dans le roman homonyme de Vladimir Bartol.

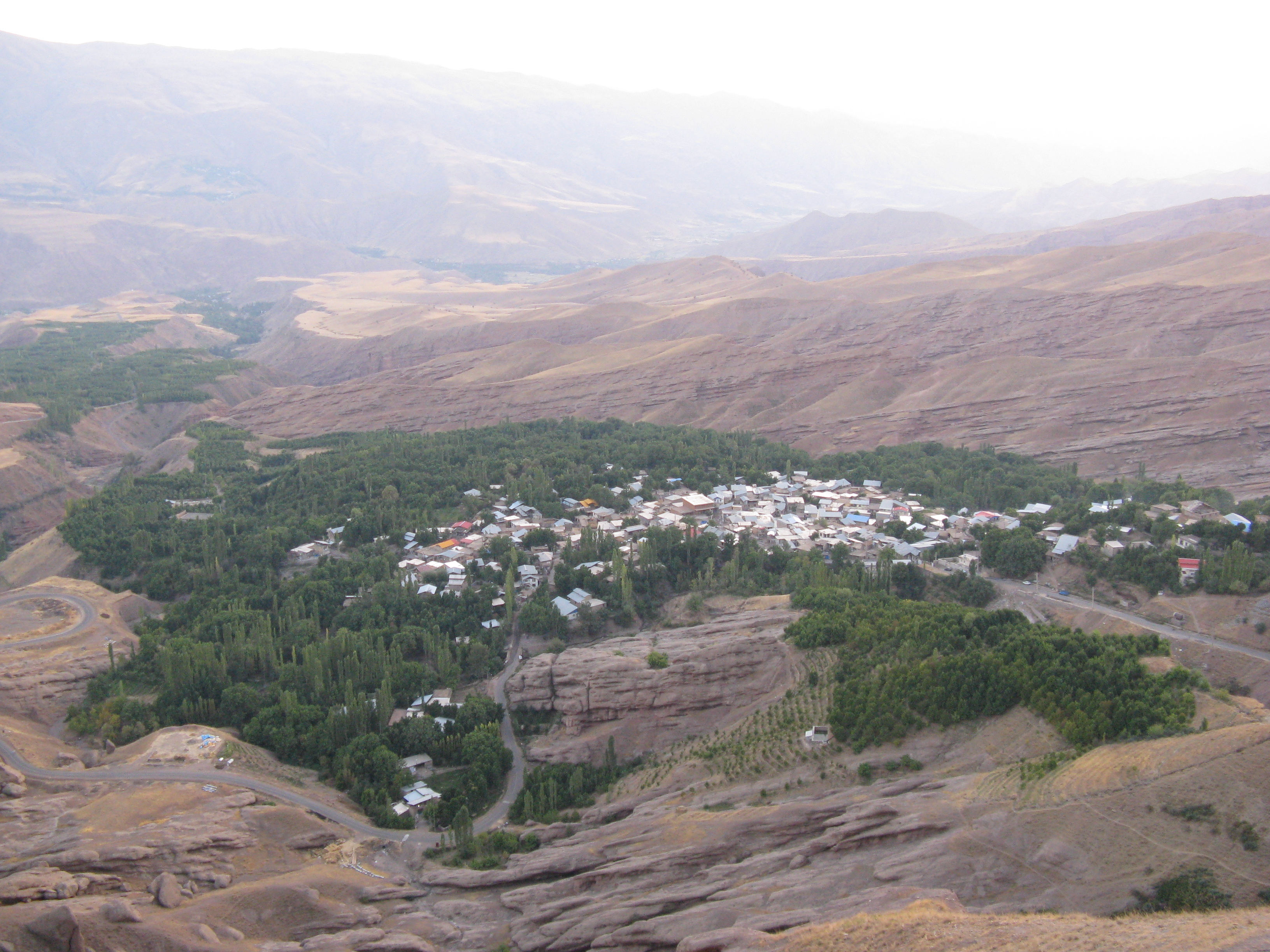
Le village de Gâzor Khân, au pied de la citadelle.

### Récit légendaire

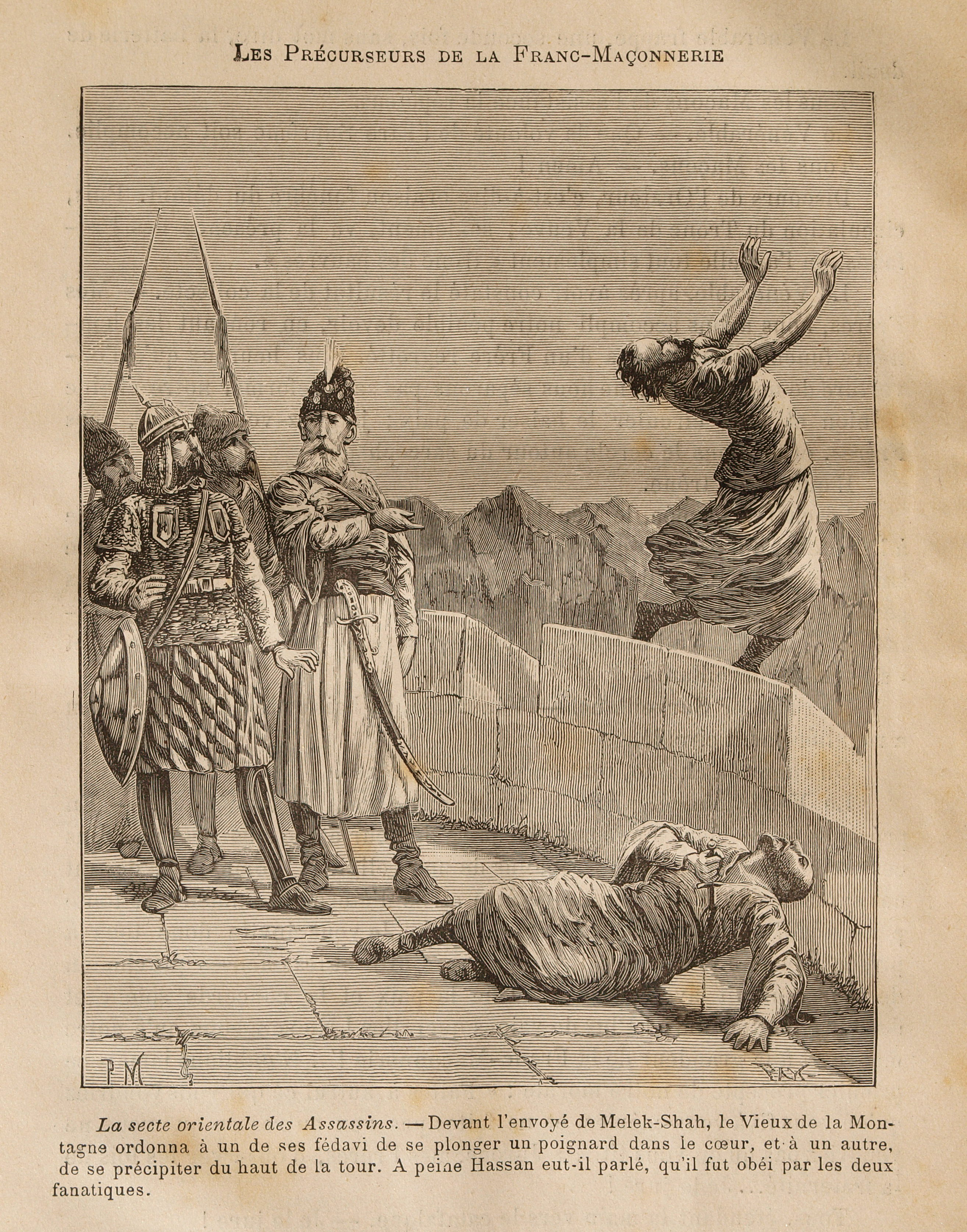
Scène légendaire où Hassan ibn al-Sabbah, Vieux de la montagne, demande à ses fidèles de se suicider, dessin de Pierre Méjanel.

La véracité de cette légende n'est pas prouvée mais elle est connue du public par le récit de Marco Polo : Alamut aurait fait trembler maints souverains et chefs de guerre à cause des manipulations exercées par Hassan ibn al-Sabbah, premier maître et nouvel occupant des lieux, pour fanatiser ses assassins. Tout d'abord, Hassan aurait entretenu des jardins secrets, interdits à tous les occupants de la citadelle excepté les initiés. Luxuriants, ils sont, d'après Marco Polo, la réplique des jardins du paradis. Hassan ibn al-Sabbah, prophète et seul détenteur sur terre des clefs de ces jardins, se chargeait de sélectionner les fidèles dignes de s'y aventurer quelques heures dans ce paradis terrestre où on leur faisait miroiter les merveilles de l'au-delà. Grâce à cette façon de relativiser l'importance de l'existence terrestre, l'assassin était censé se jouer plus volontiers du danger lors des combats. Cette croyance aurait été facilitée par l'ingestion de haschisch, peut-être sous forme de dragées, ce qui altérait leurs sensations, couplé à un puissant somnifère : une fois inconscients, les candidats transportés dans les jardins secrets se réveillaient entourés de mets succulents, de plantes luxuriantes et de nombreuses houris, jeunes femmes sélectionnées pour l'occasion dans le harem même d'Hassan Ier.
Cette légende est aussi racontée par Jean de Mandeville dans son Livre des merveilles du monde (écrit entre 1355 et 1357), ouvrage qu'il a rédigé en reprenant les écrits d'autres auteurs. Il situe le fort sur Mistorak, île appartenant au prêtre Jean, sur laquelle vivait autrefois un certain Gathalonabes (le Vieux de la montagne). Ce nom que donne l'auteur pourrait être une déformation de l'arabe « qatil-an-nafs », signifiant « le meurtrier »,.
Parmi les légendes entourant Alamut, on raconte qu'un ambassadeur croisé, Henri Ier de Champagne, fut reçu par Al-Sabbah et voulut savoir ce qui rendait ces assassins si terribles aux yeux des élites locales. Le maître appela donc deux soldats. Il ordonna à l'un de se précipiter vers la muraille surplombant un ravin et de sauter dans le vide. Pendant ce temps, il demanda au deuxième de sortir son poignard et de se poignarder. Les deux assassins exécutèrent leurs ordres sans ciller.

## Histoire avérée
Difficile de savoir ce qu'il en est vraiment tant les chroniqueurs de l'époque sont avares de détails. Si Guillaume de Tyr, chroniqueur des Croisades, ou Guillaume de Rubrouck, franciscain mandaté à la cour du grand Khan de Mongolie en 1253, rapportent certains faits, ils restent néanmoins vagues et ont surtout le mérite d'attester l'existence de la secte à leurs époques respectives.
Il est toutefois certain que cette société secrète orientale était bien basée à Alamut et Masyaf. La forteresse a été rachetée pour 3 000 dinars or en 1090 par Hassan ibn al-Sabbah, surnommé le « Vieux de la Montagne », (Chaykh al-Jabal) pour servir de base à la secte chiite ismaélienne des Nizârites. Dissident en fuite, il cherche à implanter en Perse le courant ismaélien. Le surnom d'« Assassins » (« Haschichins ») est réputé signifier consommateurs de haschich. Cette interprétation est contestée. Le mot proviendrait du substantif arabe et/ou persan assâs (fondement) ou de l'adjectif assâssi (fondamental). Les Nizârites se voulaient fondamentalistes, et Hassan aimait désigner ses adeptes sous le nom d'« Assassiyoun », « ceux qui sont fidèles au « fondement » de la foi ». C'est ce terme qui, mal interprété par les voyageurs étrangers, aurait été rapproché du haschich. Méfiants envers ces derniers compte tenu de leurs croyances hétérodoxes, les contemporains les appelaient parfois Batiniyya, ou Batini.
Les forteresses des Nizârites auraient été reliées par un système d'alerte simple mais efficace basé sur des signaux lumineux diffusés à l'aide de miroirs. Des pièces de monnaie ont été découvertes récemment[Quand ?] lors de fouilles : frappées du sceau d'Alamut, elles démontrent la volonté d'indépendance étatique de la forteresse. L'équipe archéologique dirigée par Hamide Choobak a aussi révélé des fragments de briques et de carreaux.[réf. nécessaire]
Les conflits entre Sunnites et Chiites s'accentuent avec la montée en puissance d'Alamut. Pour enrayer la menace, la secte fait assassiner le vizir Nizam Al Mulk en 1092 par un de ses fidèles, s'étant fait passer pour un messager. Les massacres et les arrestations se multiplient sur ordre des sultans. Entre 1101 et 1103, d'autres faits commis par la secte deviennent célèbres : le plus célèbre mufti de la ville d'Ispahan est assassiné dans sa mosquée, et le préfet de Bayhaq, chef des Karramyya, groupe religieux anti-ismaélien, tué dans une mosquée de Nishapur.[réf. nécessaire]
En 1256, la forteresse d’Alamut se rend sans combat à l'armée mongole d'Houlagou Khan qui déferle sur l'Iran. Elle est entièrement rasée.

### Liste des chefs des Nizârites à Alamut
Cette liste ne concerne que les imams ayant régné dans la forteresse. Pour la liste complète, lire les Imams nizârites du XIe au XIIe siècle.
- Al-Hassan Ier (1097–1124)
- Kiya Buzurg-Ummîd (1124–1138)
- Mohammed Ier (1138–1162)
- Hassan II (1162–1166)
- Mohammed II (1166–1210)
- Al-Hassan III (1210–1221)
- Mohammed III (1221–1255)
- Rukh ad-Din Khurshah (1255–1256)